# Justinus Kerner
Justinus Andreas Christian Kerner, född 18 september 1786 i Ludwigsburg, död 21 februari 1862 i Weinsberg, var en tysk poet, läkare och medicinsk författare.
Druvsorten Kerner är uppkallad efter honom.